# Горно-Алтайский ботанический сад

Ворота Горно-Алтайского ботанического сада

Го́рно-Алта́йский ботани́ческий са́д, или Чистый луг — научно-исследовательское учреждение, алтайский филиал Центрального сибирского ботанического сада Сибирского отделения Российской академии наук.
Сад находится рядом с селом Камлак в Шебалинском районе Республики Алтай, в 77 км от Горно-Алтайска. Урочище «Шишкулар-Катаил — Чистый луг», на территории которого размещён ботанический сад, имеет статус памятника природы Республики Алтай.

## История
Сад был основан в 1994 году.
В 2009 году коллекция филиала насчитывала более 1500 видов, форм и сортов растений из разных регионов Горного Алтая, а также Дальнего Востока и других регионов.

## Туризм
Ботанический сад активно посещается туристами. Вход в ботанический сад и фотосъёмка платные. На территории можно приобрести семена и саженцы растений, попить фиточай. Проводятся фестивали.